# Quercus austrina
Quercus austrina là một loài thực vật có hoa trong họ Cử. Loài này được Small miêu tả khoa học đầu tiên năm 1903.

## Hình ảnh